# Герб Чорноморського району
Герб Чорноморського району — офіційний символ Чорноморського району Автономної Республіки Крим, затверджений 21 лютого 2013 року рішенням Чорноморської районної ради.

## Опис герба
У синьому поле червоне увігнуте вістря, тонко облямоване золотом, у якому золота амфора з виноградною лозою, обабіч — срібні дельфіни; у золотій хвилястій главі, що має знизу внутрішню синю облямівку, синє полум'я з червоним сяйвом в 11 променів. Щит увінчує срібна корона, знизу на синій стрічці назва району, обабіч — золоті колоски і зелена виноградна лоза з червоним гроном.

## Значення символів
Історія Тарханкута відображена античною амфорою, виноградна лоза символізує сільське господарство району, а червоне вістря нагадує сам Тарханкутський півострів, на якому розташований район. Дельфіни символізують морське узбережжя і рекреаційні перспективи району. Синє полум'я вказує на видобування газу. 11 променів — 11 територіальних громад району.